# Gneisenau (Uckerland)
Gneisenau ist ein bewohnter Gemeindeteil im Ortsteil Hetzdorf der amtsfreien Gemeinde Uckerland im Landkreis Uckermark in Brandenburg.

## Geographie
Der Ort liegt in unmittelbarer Nachbarschaft westlich von Hetzdorf und acht Kilometer südsüdwestlich von Strasburg (Uckermark). Die Nachbarorte sind Lemmersdorf im Norden, Kleisthöhe im Nordosten, Hetzdorf im Osten, Dolgen im Südosten, Schlepkow im Südwesten sowie Wolfshagen und Amalienhof im Nordwesten.